# Shōta Yomesaka
Shōta Yomesaka (japanisch 嫁阪 翔太 Yomesaka Shōta; * 19. Oktober 1996 in Sakai) ist ein japanischer Fußballspieler.

## Karriere
Yomesaka erlernte das Fußballspielen in der Jugendmannschaft von Gamba Osaka. Hier unterschrieb er 2015 auch seinen ersten Profivertrag. Der Verein spielte in der höchsten japanischen Liga, der J1 League. 2018 wechselte er zum Drittligisten Grulla Morioka (heute: Iwate Grulla Morioka) nach Morioka. Ende der Saison 2021 feierte er mit Iwate die Vizemeisterschaft und den Aufstieg in die zweite Liga. Für Iwate absolvierte er 85 Ligaspiele. Nach dem Aufstieg wechselte er im Januar 2022 zum Viertligisten Nara Club. Am Ende der Saison 2022 feierte er mit dem Verein die Meisterschaft und den Aufstieg in die dritte Liga. Nach insgesamt 96 Ligaspielen, in denen er elf Treffer erzielte, wechselte er im März 2025 wieder zu seinem ehemaligen Verein Iwate Grulla Morioka.

## Erfolge
Iwate Grulla Morioka
- Japanischer Drittligavizemeister: 2021  ▲

Nara Club
- Japanischer Viertligameister: 2022  ▲